# Óscar Alvarado
Óscar Miguel Alvarado Rodríguez (Santa Brígida, Gran Canaria; 6 de junio de 1991), es un jugador de baloncesto profesional de nacionalidad española. Mide 1,84 y ocupa la posición de base en el C. B. Zaragoza de la Segunda FEB.

## Trayectoria
Óscar Alvarado se inició en el baloncesto en su pueblo natal, concretamente en la Escuela de Baloncesto de Santa Brígida, también jugó en las categorías inferiores del C. B. Heidelberg, donde fue captado en 2005 para integrar las categorías inferiores del Club Baloncesto Gran Canaria, pasando por las diferentes categorías (júnior, EBA y Sub-20) del club canario, consiguiendo ser MVP de la final del campeonato de España cadete de 2007.
La temporada 2009-10 se comprometió por 5 temporadas con el Gran Canaria 2014 y recibió ficha del equipo ACB. El 27 de octubre, debutó en la ACB en la pista del Asefa Estudiantes. En total llegó a jugar 9 partidos pero con pocos minutos. La temporada siguiente se incorporó como cedido al U. B. La Palma de la LEB Oro pero en abril retornó al Gran Canaria para cubrir la baja de Taurean Green.
La temporada 2011-12 se presentó en idéntica situación: cesión a U. B. La Palma y retorno al Gran Canaria, esta vez en enero. Alvarado contó con más minutos que en los cursos anteriores logrando su tope anotador frente al F. C. Barcelona con 13 puntos, tres triples sin fallo alguno para llevarse la victoria por 93-90.
Más tarde, disputó durante cinco temporadas consecutivas Liga LEB Oro en diferentes equipos. La temporada 2019-20 estuvo en las filas del Club Ourense Baloncesto con el que promedió 7,2 puntos 3,2 rebotes y 5,3 asistencias por partido para valorar una media de 12,4 , siendo el segundo mejor asistente de la liga 2019-20.
En julio de 2020, firmó como jugador del TAU Castelló de la Liga LEB Oro para disputar la temporada 2020-21. Permaneció tres temporadas en el equipo castellonés, en las que acreditó 6,8 puntos y 4,3 asistencias en 98 encuentros. 
El 18 de septiembre de 2023, firmó por el C. B. Tizona de la Liga Leb Oro. Un mes después, el 16 de octubre de 2023, finalizó su contrato con el conjunto burgalés. El 31 de octubre se incorporó al Club Melilla Baloncesto de la misma categoría, donde terminó la temporada promediando 7,7 puntos y 7,1 asistencias, liderando la competición en ese último apartado estadístico. El 4 de marzo se convirtió en el líder histórico de asistencias de la LEB Oro, tras alcanzar la cifra de 1671 pases de canasta.
El 26 de julio de 2024 fichó con el Cáceres Patrimonio de la Humanidad para disputar la temporada 2024-25 en Segunda FEB, nueva denominación de la LEB Plata. Participó en 28 encuentros en los que promedió 7.2 puntos y 5.3 asistencias. En julio de 2025 se incorporó al C. B. Zaragoza de la Segunda FEB.

## Selección española
Óscar fue internacional en las categorías sub-16 y sub-18, participando en sendos campeonatos de Europa y obteniendo la plata en el correspondiente a la categoría sub-16 disputado en Grecia en 2007.

## Clubes
- Cantera del Gran Canaria 2014.
- 2010-2011.  Unión Baloncesto La Palma. Liga LEB Oro
- 2011-2015. Gran Canaria 2014. ACB
- 2015 Club Baloncesto Valladolid. Liga LEB Oro
- 2015-2016 Palma Air Europa. Liga LEB Oro
- 2016-2017 Araberri Basket Club. Liga LEB Oro
- 2017-2019 Club Baloncesto Ciudad de Valladolid. Liga LEB Oro
- 2019-2020 Club Ourense Baloncesto. Liga LEB Oro
- 2020-2023 TAU Castelló. Liga LEB Oro
- 2023 CB Tizona. Liga LEB Oro
- 2023 Club Melilla Baloncesto. Liga LEB Oro
- 2024-2025. Cáceres Patrimonio de la Humanidad. Segunda FEB
- 2025- . Club Baloncesto Zaragoza. Segunda FEB